# Kaniapiskausjön
Kaniapiskausjön, Caniapiscausjön, är en stor sjö i de centrala delarna av den kanadensiska provinsen Québec.
Sjön bildades för omkring 9 000 år sedan i samband med att glaciärerna efter 90 000 års istid började släppa sitt grepp om den kanadensiska skölden. Landhöjningen gjorde att de södra delarna av skölden lyftes snabbare än de norra, varför sjön avvattnas mot norr genom Kaniapiskaufloden som leder ut i Ungavabukten. Eftersom Nunavik fortfarande var täckt av is, var sjön ursprungligen en isdamm som avvattnades söderut mot Saint Lawrencefloden. Idag ligger sjön i en högt belägen sänka med få tillflöden.
Sjöns stränder är helt täckt av tajga, och permafrosten gör att sjön endast är tillgänglig via flyg.
Kaniapiskausjöns yta fyrdubblades då Hydro-Québec ändrade loppet på flera floder längre söderut för sina vattenkraftsanläggningar inom James Bay-projektet, i La Grande-floden.